# Polycaena helcha
Polycaena helcha är en fjärilsart som beskrevs av M.Gaede 1930. Polycaena helcha ingår i släktet Polycaena och familjen Riodinidae. Inga underarter finns listade i Catalogue of Life.